# 14-я танковая бригада (СССР, 1940)
14-я танковая бригада — танковое формирование (танковая бригада, соединение) автобронетанковых войск РККА Союза ССР.

## Наименования
Наименования:
- полное действительное — 14-я танковая бригада;
- сокращённое действительное — 14 тбр.

## История
С увеличением производства основных танков в Союзе ССР, в 1940 году на основе отдельных танковых бригад были сформированы танковые дивизии, вошедшие в состав механизированных корпусов (мк).
К 1 декабря 1940 года в РККА было 9 мехкорпусов и 45 танковых бригад. 14-я бригада была сформирована в ноябре 1940 года в городе Пушкин Ленинградском военном округе на базе 11-го запасного танкового полка.
Весной 1941 года передислоцирована в Киевский Особый военный округ и обращена на сформирование 49-й танковой дивизии 24-го механизированного корпуса.

## Командование
- Швецов, Константин Фёдорович, командир бригады, полковник.
- Стогний, Георгий Ефимович, начальник штаба, полковник.

## Состав
- управление бригады
- 33-й отдельный танковый батальон
- 34-й отдельный танковый батальон
- 35-й отдельный танковый батальон
- 36-й отдельный учебный танковый батальон
- 38-й отдельный ремонтно-восстановительный батальон
- 48-я отдельная химическая рота